# Hadley Castille
Hadley J. Castille (3 mars 1933 - 25 octobre 2012) était un violoneux cadien. Il est connu pour répandre et promouvoir la musique cadienne francophone de la Louisiane.
Il s'est produit à plusieurs reprises lors de festivals au Canada, notamment au festival du voyageur au Manitoba, au festival du bois de Maillardville en Colombie-Britannique, au festival métis de Saint-Laurent (Manitoba), etc.,. Il a aussi donné des concerts en France.
À partir de 2004, sa petite-fille, Sarah-Jayde Castille-Williams, l'accompagne sur scène à l'occasion. Depuis sa mort, elle poursuit sa carrière en solo ou avec des groupes.
Il a remporté de nombreux prix au cours de sa carrière musicale. Il a notamment reçu en 1992 le prix Héritage de la Cajun French Music Association pour sa chanson 200 Lines : I must not speak French où il raconte avoir été puni étant écolier pour avoir parlé le français. En 2001, il est reconnu comme « légende vivante » par le musée acadien d'Erath et reçoit le prix d'excellence de la Cajun French Music Association. Il figure aussi au Hall of Fame de la Louisiane.
Il meurt d'un cancer le 25 octobre 2012.